# 1218
- Wikisource

| Calendário gregoriano                                                        | 1218 MCCXVIII                                        |
| Ab urbe condita                                                              | 1971                                                 |
| Calendário arménio                                                           | 667 – 668                                            |
| Calendário bahá'í                                                            | -626 – -625                                          |
| Calendário budista                                                           | 1762                                                 |
| Calendário chinês                                                            | 3914 – 3915 Início a 29 de janeiro (aproximadamente) |
| Calendário copta                                                             | 934 – 935                                            |
| Calendário etíope                                                            | 1210 – 1211                                          |
| Calendários hindus - Vikram Samvat - Calendário nacional indiano - Cáli Iuga | 1273 – 1274 1139 – 1140 4318 – 4319                  |
| Calendário Holoceno                                                          | 11218                                                |
| Calendário islâmico                                                          | 615 – 616                                            |
| Calendário judaico                                                           | 4978 – 4979                                          |
| Calendário persa                                                             | 596 – 597                                            |
| Calendário rúnico                                                            | 1468                                                 |
| Calendário solar tailandês                                                   | 1761                                                 |

1218 (MCCXVIII, na numeração romana) foi um ano comum do século XIII do Calendário Juliano, da Era de Cristo, e a sua letra dominical foi G (52 semanas), teve início numa segunda-feira e terminou também numa segunda-feira.
No reino de Portugal estava em vigor a Era de César que já contava 1256 anos.
| Ano completo                         |
| ------------------------------------ |
| Ano comum com início à segunda-feira |

## Eventos
- Fundação da Ordem Real e Militar de Nossa Senhora das Mercês da Redenção dos Cativos ou Ordem de Nossa Senhora das Mercês pelo jovem Pedro Nolasco, em Barcelona, Espanha.
- O Papa Honório III confirma a D. Afonso II os privilégios a Portugal pela Santa Sé.
- A vitória de Afonso VIII de Castela em Navas de Tolosa contra os muçulmanos deu-lhe supremacia militar sobre outros reinos cristãos peninsulares. Daí ter conseguido convencer o rei de Leão a retirar-se dos territórios portugueses de Trás-os-Montes.

## Nascimentos
- 30 de Outubro - Chukyo, 85º imperador do Japão.
- Abel da Dinamarca, foi rei da Dinamarca, m. 1252.
- Santa Zita em Luca, m. 1278

## Mortes
- 6 de Julho - Odo III, Duque da Borgonha.
- 28 de Dezembro - Roberto II de Dreux n. 1154, conde de Dreux e de Braine.